# Hukeri
Hukeri (en canarés: हुक्केरी तालुका ) es una ciudad de la India en el distrito de Belgaum, estado de Karnataka.

## Geografía
Se encuentra a una altitud de 652 m s. n. m. a 553 km de la capital estatal, Bangalore, en la zona horaria UTC +5:30.

## Demografía
Según estimación 2011 contaba con una población de 21 891 habitantes.